# Tumor (geslacht)
Tumor is een geslacht van vliesvleugeligen uit de familie Pteromalidae. De wetenschappelijke naam van dit geslacht is voor het eerst geldig gepubliceerd in 1990 door Huang.

## Soorten
Het geslacht Tumor is monotypisch en omvat slechts de volgende soort:
- Tumor longicornis Huang, 1990